# ExoMars
ExoMars è una missione progettata dall'Agenzia spaziale europea (ESA) per la ricerca di vita passata sul pianeta Marte. La missione includeva una collaborazione con l'Agenzia spaziale russa ed è divisa in due fasi: nel 2016 sono stati lanciati la sonda orbitale dell'ESA Trace Gas Orbiter e il lander dimostrativo Schiaparelli (il cui scopo era di testare ingresso, discesa e atterraggio del lander seguente), che tuttavia ha fallito l'atterraggio, schiantandosi in superficie. La seconda fase prevedeva per il 2020 il lancio del lander russo Kazačok con a bordo il rover dell'ESA Rosalind Franklin il cui compito era di esplorare e analizzare il suolo marziano per almeno due anni. Il 12 marzo 2020, è stato annunciato che la seconda missione sarebbe stata posticipata al 2022 a causa di problemi con i paracaduti, che non potevano essere risolti in tempo per la finestra di lancio. Tuttavia nel 2022, a causa dell'invasione russa dell'Ucraina, la collaborazione dell'ESA con l'agenzia spaziale russa è stata definitivamente sospesa.
Successivamente l'ESA ha comunicato che una ripresa della missione con un lander non russo sarebbe potuta avvenire non prima del 2028. La NASA ha accettato di sostituire la Russia per le componenti inizialmente previste da Roscosmos, come il vettore, motori per l'aerofrenaggio, unità riscaldanti a radioisotopi e alcuni strumenti, tuttavia sono previsti 3-4 anni di riprogettazione della missione, con un lander che sarà costruito dall'ESA e si limiterà a trasportare il rover sulla superficie.

## Panoramica della missione

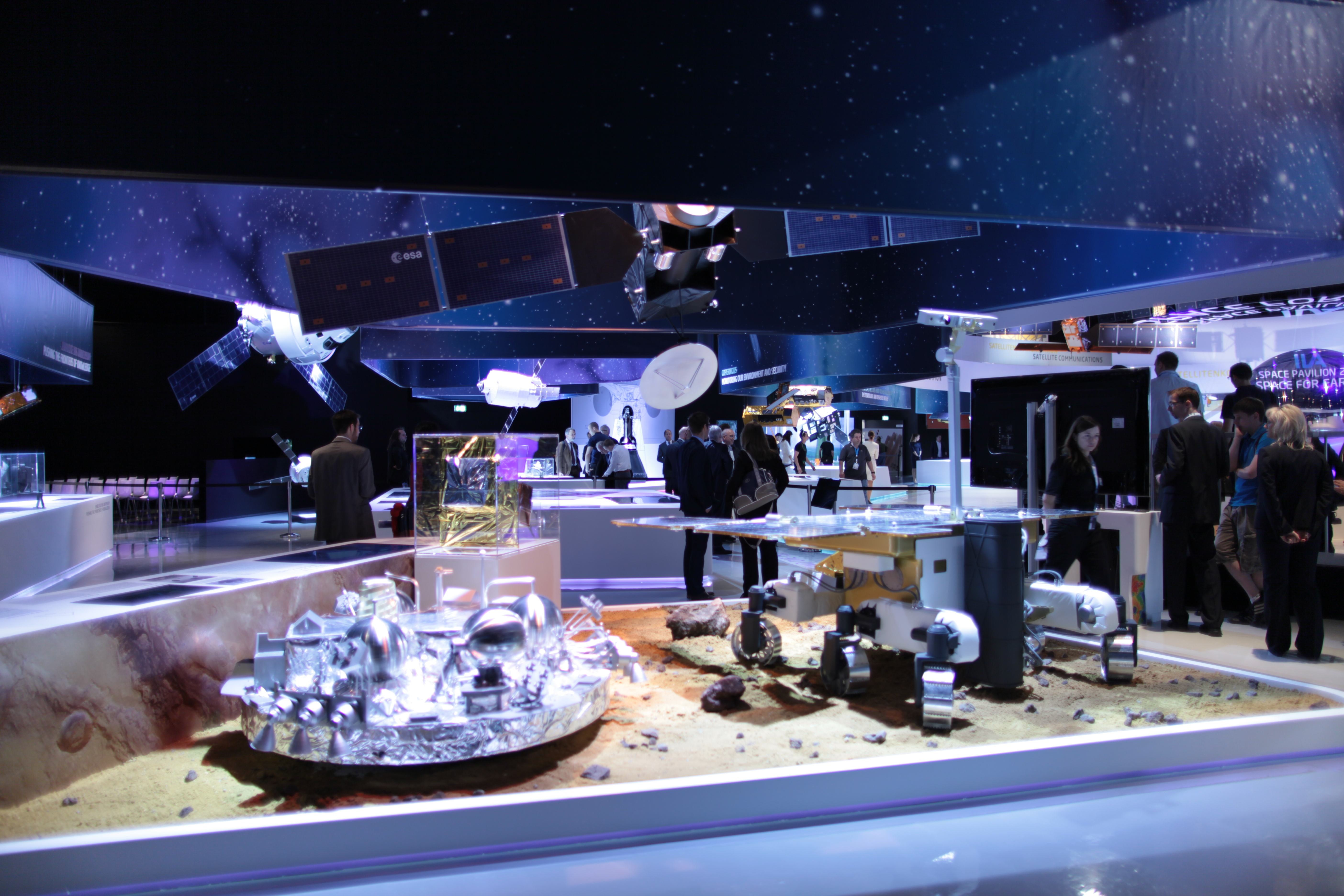
Modelli del lander Schiaparelli e del rover

ExoMars è un progetto composto da due missioni, entrambe con l'obiettivo di cercare biotracce su Marte.

### Prima missione
La prima missione è stata lanciata dal cosmodromo di Bajkonur, con un vettore Proton-M, il 14 marzo 2016, ed è composta dal Trace Gas Orbiter (TGO), dotato di strumenti per l'analisi dei gas atmosferici e la mappatura delle loro fonti, e dal lander Schiaparelli.

#### Trace Gas Orbiter
Il Trace Gas Orbiter (TGO) è un orbiter per l'analisi atmosferica e le telecomunicazioni che è entrato in orbita ad ottobre 2016. Ha trasportato il lander Schiaparelli e ha iniziato a mappare le fonti di metano e di altri gas. Questi dati permetteranno di selezionare il sito di atterraggio per il rover che verrebbe lanciato nella seconda missione. La presenza di metano è interessante perché può essere prodotta da attività geologica o da microrganismi. Dopo l'atterraggio del rover, l'orbiter verrebbe portato su un'orbita interiore dove effettuerà analisi scientifiche, permettendo le comunicazioni tra il rover e il controllo missione a Terra tramite un componente fornito da NASA. L'orbiter funzionerebbe come satellite per le telecomunicazioni a terra anche per altre missioni, fino al 2022.

#### SchiaparelliEDM lander

Due immagini riprese dalla Context Camera (CTX) del Mars Reconnaissance Orbiter del punto di atterraggio del lander

L'Entry, Descent and Landing Demonstrator Module (EDM), chiamato Schiapparelli in onore dell'astronomo italiano Giovanni Schiaparelli, che realizzò una mappa delle caratteristiche della superficie del Pianeta Rosso nel XIX secolo era un lander e dimostratore tecnologico costruito dall'ESA in collaborazione con Roscosmos. Lo scopo era di dimostrare le capacità di ingresso, discesa e atterraggio sulla superficie di Marte.
Il lander è stato lanciato assieme all'orbiter il 14 marzo 2016 e sarebbe dovuto atterrare il 19 ottobre, tuttavia è andato distrutto avendo tentato senza successo di posarsi sulla superficie di Marte. Il 21 ottobre la NASA ha pubblicato delle immagini riprese dal Mars Reconnaissance Orbiter del punto di schianto. Il sito prescelto per l'atterraggio era il Meridiani Planum. Alimentato a batterie non ricaricabili, Schiaparelli avrebbe dovuto operare per quattro sol, impiegando lo strumento DREAMS (Dust Characterisation, Risk Assessment, and Environment Analyser on the Martian Surface) per la misurazione della velocità e la direzione del vento, dell'umidità, della pressione, della temperatura superficiale, dell'indice di trasparenza dell'atmosfera
.

### Seconda missione
La seconda missione doveva essere lanciata da Bajkonur con un Proton-M nel 2022, in seguito al rinvio del lancio programmato dapprima per il 2018 e poi per il 2020, e consisteva di un modulo di atterraggio che avrebbe dovuto portare sulla superficie del pianeta un rover ESA. La scelta del sito di atterraggio è stata operata sulla base dei dati ottenuti dal TGO, tra cui la difficoltà di atterraggio e di spostamento del rover sulla superficie; il 21 ottobre 2015 l'ESA ha annunciato la scelta del sito primo candidato per il landing del 2023, selezionato per le sue caratteristiche particolari all'interno di una rosa ristretta di 4 candidati: Ia Mawrth Vallis, l'Oxia Planum, l'Hypanis Vallis e l'Aram Dorsum. Tutti i siti candidati sono nella zona equatoriale, sono geologicamente antichi e recano segni di una passata presenza di acqua liquida.

#### Kazachoklander and descent stage
Prodotto dalla compagnia russa Lavočkin con collaborazione europea, il lander doveva atterrare tramite dei paracadute e dei retrorazzi. Una volta sul suolo, si sarebbero estesi i 6 petali con pannelli fotovoltaici e 2 dei quali contenenti le rampe diametralmente opposte da cui può scendere il rover. La missione prevedeva che, sbarcato il rover, esso continuasse a compiere degli studi indipendentemente o in coppia con esso per una durata di almeno un anno terrestre. In particolare riprendere immagini del sito di atterraggio, monitorare il clima, analizzare l'atmosfera, misurare le radiazioni ed effettuare indagini geofisiche.

#### Rosalind Franklinrover
Il rover, alimentato da celle fotovoltaiche e capace di muoversi autonomamente sulla superficie, effettuerà analisi geologiche e biochimiche per caratterizzare la formazione delle rocce in prossimità della superficie e cercare tracce di vita presente o passata. I dati dalla superficie saranno poi trasmessi alla Terra due volte per sol attraverso il Trace Gas Orbiter.
La durata prevista della missione è di almeno sette mesi, spostandosi di almeno 70 metri per sol e raccogliendo un minimo di 17 campioni di rocce.

## Strumenti ed esperimenti scientifici

### Trace Gas Orbiter
Il carico scientifico ha una massa di 115 kg ed è costituito da quattro strumenti:
- Nadir and Occultation for Mars Discovery (NOMAD) e Atmospheric Chemistry Suite (ACS), consistenti in una serie di spettrometri nella banda dell'infrarosso, del visibile, dell'ultravioletto, per la rilevazione e la mappatura della distribuzione di numerosi gas presenti in tracce nell'atmosfera del pianeta.
- Colour and Stereo Surface Imaging System (CaSSIS), una fotocamera a colori con risoluzione di 4,5 m/pixel, per creare modelli accurati dell'elevazione del suolo marziano e aiutare nella scelta del sito di atterraggio del rover.
- Fine Resolution Epithermal Neutron Detector (FREND), un rilevatore di neutroni, che permetterà di mappare la presenza di idrogeno sulla superficie e individuare potenziali depositi di acqua o idrati fino a un metro di profondità.

### SchiaparelliEDM lander

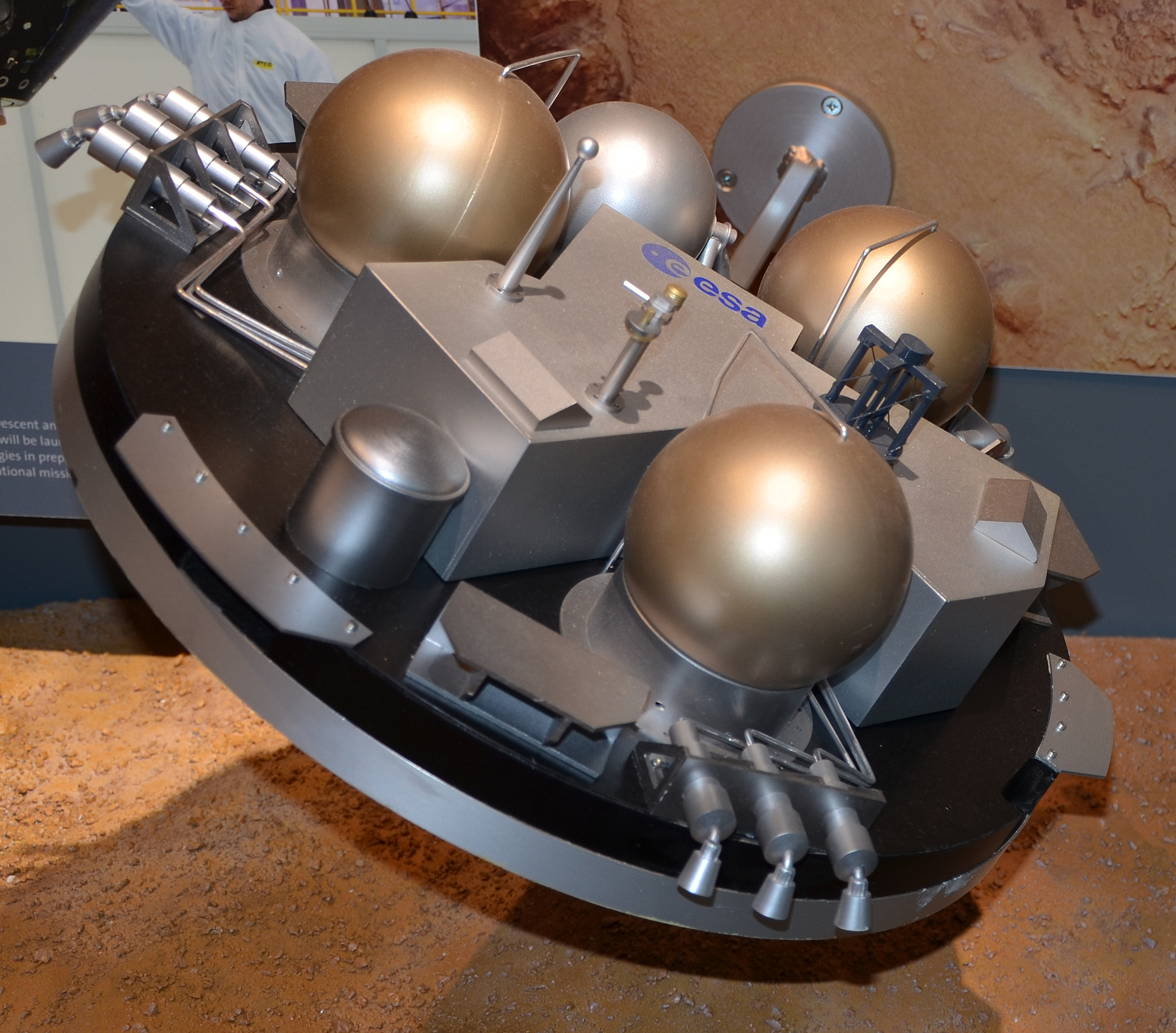
Schiaparelli EDM lander concept

Il lander (andato distrutto il 19 ottobre 2016 avendo tentato senza successo di posarsi sulla superficie di Marte) era equipaggiato con una stazione meteorologica (DREAMS - Dust Characterization, Risk Assessment, and Environment Analyser on the Martian Surface) con sensori per la misurazione della velocità e direzione del vento, dell'umidità, pressione e temperatura alla superficie, la trasparenza e i campi elettrici dell'atmosfera marziana. In aggiunta, una fotocamera (DECA - Descent Camera) avrebbe dovuto fornire immagini durante la discesa.

### Rosalind Franklinrover
- Panoramic Camera System (PanCam), costituita da due camere stereo ad ampio angolo e una terza ad alta risoluzione, usata per la ripresa del terreno circostante e la navigazione.[21]
- un trapano in grado di raccogliere campioni di terreno di 1 cm di diametro e 3 cm di lunghezza fino a una profondità di due metri, ed equipaggiato con uno spettrometro a infrarossi miniaturizzato (Ma-Miss) per l'osservazione delle pareti del foro del trapano.
- Water Ice and Subsurface Deposit Observations on Mars (WISDOM), un georadar per studiare la stratificazione del suolo marziano fino a due o tre metri di profondità, e aiutare nella scelta dei siti dove raccogliere campioni.[22]
- Close-up Imager (CLUPI), una camera per studiare visivamente e a distanza ravvicinata (fino a 50 cm) le rocce da perforare, con risoluzione superiore al millimetro.
- ISEM, uno spettrometro a infrarossi.
- ADRON, uno spettrometro a neutroni.
- uno spettrometro Fourier.

#### Laboratorio di analisiPasteur
- Molecular Organic Molecule Analyzer (MOMA), per l'estrazione e l'identificazione di possibili molecole organiche presenti nei campioni.
- Infrared Imaging Spectrometer (MicrOmega-IR), uno spettrometro a infrarossi.
- uno spettrometro Raman.[23][24]